# 吐谷魯龍屬
吐谷魯龍（意為「吐谷魯蜥蜴」），是種獸腳亞目恐龍，化石發現於中國準噶爾盆地南緣的吐谷魯群（Tugulu Group），年代為早白堊紀。
在1964年，中國新疆的準噶爾盆地發現許多恐龍化石。在1973年，中國古生物學家董枝明將一些小型獸腳類化石進行敘述、命名，模式種是小巧吐谷魯龍（T. faciles）。屬名意指化石發現處的吐谷魯組；種名在拉丁文意為「行動迅速的」，意指牠們的靈活性。
正模標本（編號IVPP V4025）發現於吐谷魯群的連木沁組，地質年代相當於凡藍今階到阿爾比階交界。化石是一個部分身體骨骼，包含少數尾椎、大部分左後肢、右後腿、兩個手掌的第一手指、以及一個肋骨。股骨長度為21.5公分。左手的第一掌骨非常短，只有2.6公分長。之後有其他化石被歸類於吐谷魯龍，但它們的有效性仍有疑慮。
吐谷魯龍最初被董枝明分類於虛骨龍類的似鳥龍科，目前通常被認為是疑名。在2005年，奧利佛·勞赫（Oliver Rauhut）提出吐谷魯龍是有效屬，是種基礎型虛骨龍類恐龍，在虛骨龍類的分類位置未定。